# ليام ميدلتون
ليام ميدلتون (بالإنجليزية: Liam Middleton)‏ هو مدرب اتحاد الرغبي ‏ زيمبابوي، ولد في 19 يونيو 1977 في هراري في زيمبابوي.